# Oliva richerti
Oliva richerti is een slakkensoort uit de familie van de Olividae. De wetenschappelijke naam van de soort is voor het eerst geldig gepubliceerd in 1979 door Kay.